# San Juan Ermita
San Juan Ermita è un comune del Guatemala facente parte del dipartimento di Chiquimula.